# Gimnasio Moderno

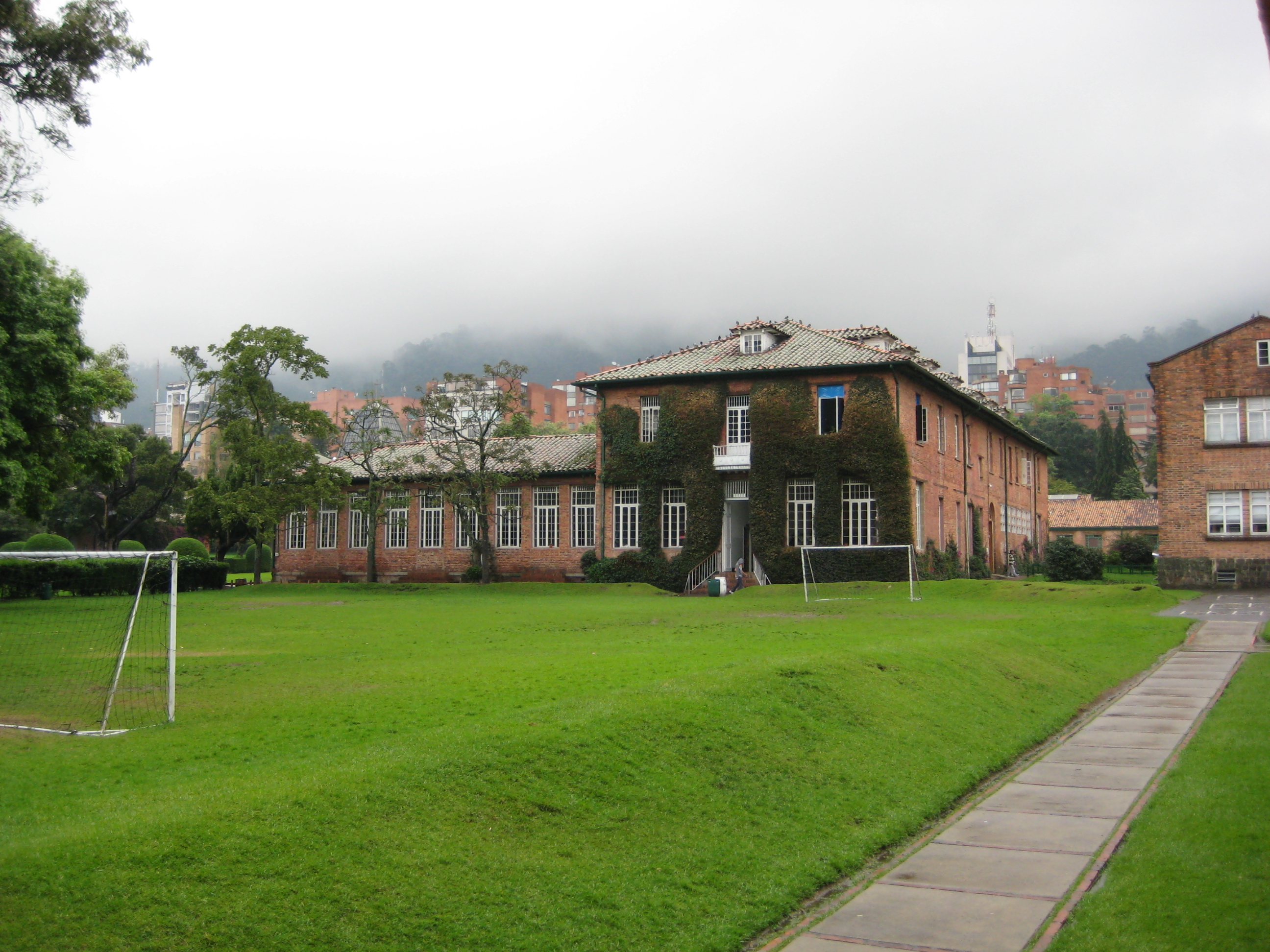
Gimnasio Moderno

Het Gimnasio Moderno is een privé Montessori basis- en middelbare school voor jongens in Bogota, Colombia. Het Gimnasio werd in 1914 opgericht op initiatief van Don Agustín Nieto Caballero en enkele andere prestigieuze Colombianen. Deze heren waren de belangrijkste vrijdenkers van hun tijd in Colombia.
Het Gimnasio Moderne is een van de betere scholen in het land. De meeste studenten komen uit de elite van de Colombiaanse maatschappij, en veel van hen zijn zonen van vroegere studenten.